# Vittersbourg
Vittersbourg är en kommun i departementet Moselle i regionen Grand Est (tidigare regionen Lorraine) i nordöstra Frankrike. Kommunen ligger i kantonen Albestroff som tillhör arrondissementet Château-Salins. År 2022 hade Vittersbourg 336 invånare.

## Befolkningsutveckling
Antalet invånare i kommunen Vittersbourg
| Referens: INSEE |